# 毛圈织物
毛圈織物（英語：Terrycloth）或稱「毛巾布」為織物的一種，此種布料上毛圈的編織設計使其能吸收大量的水分，而它的編織方式則分為平行織法及針織法。
毛圈織物在編織時需架在特殊的織布機上使緯紗一次穿過兩束經紗。
1850年英國的製造商 Christy （页面存档备份，存于）首次將毛圈織物工業化製造，根據英國牛津字典，英語的 Terrycloth 應取自法文 "tiré" 的過去分詞式 "tirer"，意為「被抽出」。